# 아사프 자흐 1세
미르 카마르 웃딘 칸 시디키(Mir Qamar-ud-din Khan Siddiqi, 1671년 8월 11일 - 1748년 6월 1일) 또는 친 킬리치 카마루딘 칸, 니잠-울-물크, 아사프 자흐, 니잠 1세는 하이데라바드국의 초대 니잠이다. 그는 굴바르가의 사이이드 귀족의 딸과 결혼했다. 그는 무굴 황제 아우랑제브의 총애를 받아 장군으로 발탁되면서 경력을 쌓기 시작했다. 1707년 아우랑제브가 사망한 후 아사프 자흐는 아우랑제브의 전쟁 아들 중 어느 누구도 편애하지 않고 중립을 지켰다. 아우랑제브의 셋째 아들 바하두르 샤가 결국 승리를 거두자 아사프 자흐는 1714년까지 여러 무굴 수바들의 총독을 돌아가며 맡았고, 1714년부터 1719년까지 인도 남부의 6개 무굴 수바들을 관할하는 데칸 총독으로 임명되었다. 1719년부터는 사이이드 형제의 음모에 맞서 싸우는 데 관여했다. 1720년부터 1722년까지 무굴의 새 황제 무하마드 샤를 도와 사이이드 형제를 제거했고, 1722년부터 1724년까지 대재상에 오르며 보상을 받았다. 그는 또한 팔케드 전투와 보팔 전투에서 마라타 제국의 바지라오 1세와 군사적 충돌을 벌였다.
정치적 음모로 인해 아사프 자흐는 황제에게 반기를 들었고, 1724년 무하마드 샤는 아사프 자를 데칸의 영구 총독으로 인정할 수밖에 없었다. 그해 말 아사프 자흐는 자신을 니잠으로 선포하고 자신을 초대 통치자로 내세워 아사프 자히 왕조를 개창했다.